# Karol Śliwka (grafik)
Karol Śliwka (ur. 16 października 1932 w Harbutowicach, zm. 10 września 2018 w Cieszynie) – polski artysta grafik. Twórca plakatów, grafik, znaczków pocztowych, opakowań, okładek i znaków firmowych (logo).

## Życiorys
Ukończył Wieczorową Szkołę Malarstwa, Rzeźby i Grafiki w Bielsku-Białej. Do 1953 uczył się w tamtejszym Państwowym Liceum Technik Plastycznych (obecnie Zespół Szkół Plastycznych), gdzie w latach 1950–1956 nauczał Józef Klimek. Tam też uzyskał specjalizację technika kamieniarstwa i rzeźby. Studia na Akademii Sztuk Pięknych w Warszawie ukończył w 1959 (dyplom w pracowni prof. Eugeniusza Eibischa). Debiutował w 1957 po wygraniu konkursu na projekt opakowania papierosów Syrena.
Po ukończeniu studiów, tworzył swoje projekty w ramach Przedsiębiorstwa Państwowego „Pracownie Sztuk Plastycznych" – z początku na konkursy organizowane przez Pracownie, a następnie na powierzone mu zlecenia. Projektował szeroko pojętą grafikę użytkową – od opakowań i plakatów po znaczki pocztowe – jednak do historii przeszedł jako twórca ikonicznych logotypów dla m.in. PKO, Wydawnictw Szkolnych i Pedagogicznych (WSiP), Domu Towarowego Smyk czy Instytutu Matki i Dziecka.
Od 1967 do 1972 był doradcą artystycznym w Zakładzie Projektowania Opakowań Spółdzielni „Znak”. Jako rzeczoznawca grafiki zasiadał w wielu komisjach artystycznych na przestrzeni lat 70. i 80., m.in. w Komisji Etyki Opakowań przy Ministerstwie Przemysłu Lekkiego, Komisji Opakowań przy Zarządzie Głównym Związku Polskich Artystów Plastyków (ZPAP), Ministerstwie Kultury i Sztuki, Przedsiębiorstwie Państwowym „Pracownie Sztuk Plastycznych”. Sam był laureatem wielu nagród i wyróżnień w konkursach projektowych na znaki graficzne, opakowania czy plakaty.
Przez 60 lat mieszkał w Warszawie, jednak w ostatnich latach życia postanowił wrócić na Śląsk Cieszyński. Zmarł 10 września 2018 w Cieszynie, a 12 września został pochowany na cmentarzu ewangelickim w Skoczowie przy ul. Cieszyńskiej.

## Wybrana twórczość

### Logotypy
- Fabryka Kosmetyków Pollena-URODA (1967)
- Centrala Handlu Zagranicznego „Petrolimpex” (1967)
- Fabryka Obuwia „Kobra” (1967)
- Towarzystwo Przyjaciół Warszawy (Limba) (1968)
- PKO BP (skarbonka, nazywana potocznie przez pracowników Śliwką od nazwiska autora) (ok. 1968)
- 1. Ogólnopolska Wystawa Znaków Graficznych (1969)
- Generalna Dyrekcja Dróg Publicznych
- Wydawnictwa Szkolne i Pedagogiczne (1975)
- Perfumy Wars (1975)
- Ministerstwo Łączności (1975)
- Instytut Matki i Dziecka (1980)
- Wydawnictwa Naukowo-Techniczne (1984)
- Muzeum im. Gustawa Morcinka w Skoczowie
- Festiwal Piosenki Radzieckiej w Zielonej Górze
- „Chroń Lasy przed Pożarem”
- Firma fonograficzna Polton (1988)
- Triennale Plastyczne w Częstochowie (1990)
- Biblioteka Narodowa w Warszawie (1990)
- Firma Adamed (1990)
- Polski Związek Zwykłych Kobiet (1991),
- Dom Towarowy Smyk w Warszawie
- Fundacja Współpracy Polsko-Niemieckiej (1992)
- Centrum Onkologii im. Marii Skłodowskiej-Curie (2001)[1][5]

### Opakowania
- Opakowania papierosów Giewont, Syrena i Morskie (1957)
- Opakowanie proszku do prania Bis (1972)
- Niektóre opakowania czekolad firmy E. Wedel (np. Saska, Belwederska i Zamkowa) (ok. 1975)
- Etykieta rumu Seniorita
- Pudełka kosmetyków Wars i Sexy (ok. 1975)[1]

## Nagrody i odznaczenia
- Nagroda Ministra Kultury i Sztuki (I Ogólnopolska Wystawa Znaków Graficznych w 1969 roku)
- Nagroda I Stopnia Prezesa Rady Ministrów
- Złoty Wawrzyn Polskiego Komitetu Olimpijskiego w dziedzinie plastyki, 1980[6]
- Nagroda za znaczek pocztowy w Organizacji Narodów Zjednoczonych
- Nagroda im. ks. Leopolda Jana Szersznika w kategorii Twórczości Artystycznej
- Krzyż Kawalerski Orderu Odrodzenia Polski
- Złoty Krzyż Zasługi
- Złota odznaka „Za Zasługi dla Warszawy”
- Odznaka „Zasłużony Działacz Kultury”
- Złoty Medal „Zasłużony Kulturze Gloria Artis”
- Złoty Medal na Biennale Plakatu Polskiego w Katowicach
- Srebrny Medal na Biennale Plakatu Polskiego w Katowicach
- „Złote Kasztany” za opakowania
- „Srebrna Laska z Czerwoną Różą" przyznana przez Towarzystwo Przyjaciół ASP w Warszawie
- Tytuł „Autorytetu” od Stowarzyszenia Twórców Grafiki Użytkowej[1][3][7]

## Upamiętnienie

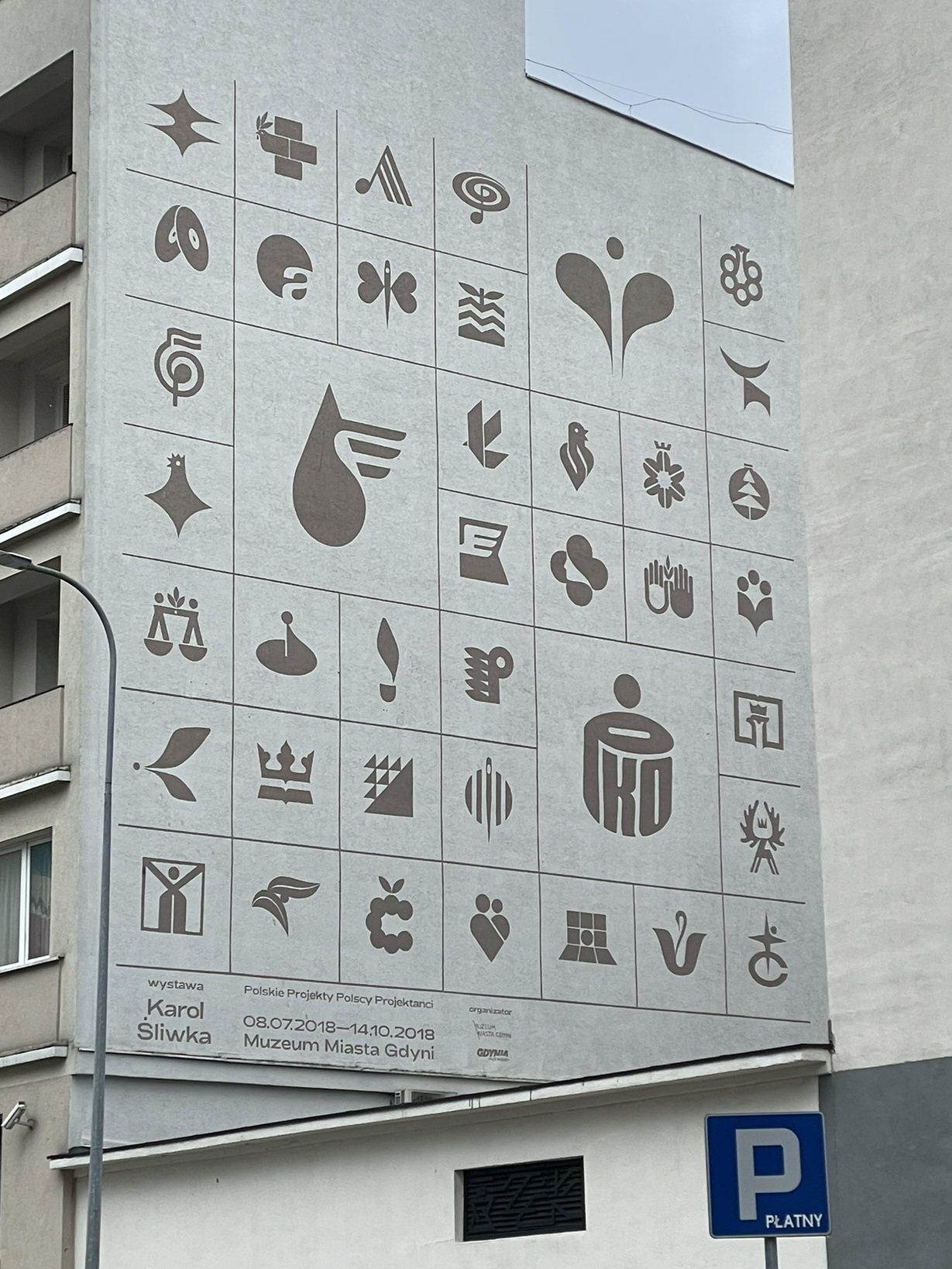
Mural przy ul. Obrońców Wybrzeża w Gdyni przedstawiający znaki firmowe zaprojektowane przez Karola Śliwkę.

Postać Karola Śliwki ukazana jest w filmie Twentieth Century Design – Karol Śliwka, który jest częścią serii dokumentalnej powstałej w 2010 roku Twentieth Century prezentującej polskie osobowości ze świata sztuki XX wieku. Znaki Śliwki często są publikowane w polskich i zagranicznych zbiorach najlepszych znaków XX wieku, m.in. w książce Adriana Frutigera „Człowiek i jego znaki”, a prestiżowa międzynarodowa publikacja „Logo Modernism” w 2015 roku uznała go za jednego z ośmiu najwybitniejszych twórców współczesnych znaków graficznych.  Była to największa wystawa prac Śliwki, pokazująca znaki graficzne, okładki, znaczki pocztowe, plakaty i opakowania zaprojektowane przez artystę. W 2018 roku Muzeum Miasta Gdyni zorganizowało pierwszą monograficzną wystawę "Śliwka. Polskie Projekty Polscy Projektanci", której kuratorami zostali Agata Abramowicz, Agnieszka Drączkowska i Patryk Hardziej, a także zainicjowało powstanie muralu ze znakami Śliwki w centrum Gdyni. Hardziej zainicjował również wystawę ilustracji "Jak Śliwka w kompot. Polscy ilustratorzy Karolowi Śliwce". Również w 2018 roku ukazał się album z najważniejszymi pracami Śliwki pt. „Karol Śliwka". 27 października 2019 r. w Domu Rolnika w Harbutowicach odsłonięto tablicę, upamiętniającą życie i twórczość Karola Śliwki.